# Beatrix von Courtenay

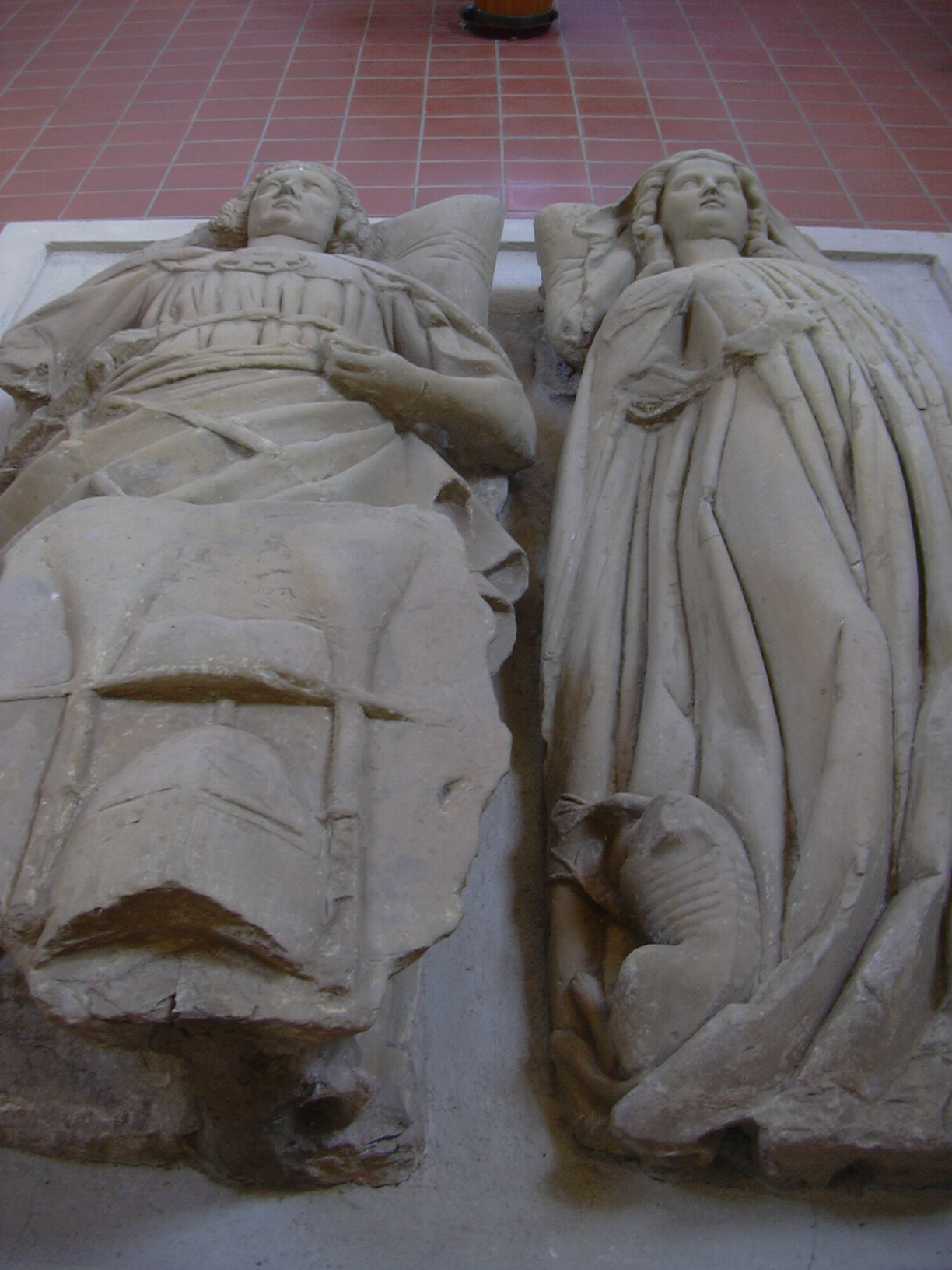
Grabskulptur Beatrix’ und ihres Gatten Otto von Botenlauben im Kloster Frauenroth

Beatrix von Courtenay (französisch Beatrice; † nach 1245) war Herrin der „Seigneurie de Joscelin“ im Königreich Jerusalem.
Sie war die älteste Tochter und Erbin des Joscelin III. von Courtenay und seiner Gattin Agnes von Milly.
Am 21. Oktober 1186 verlobte sie sich mit Wilhelm von Lusignan († vor 1208), Herr von Valence, einem Bruder Guidos von Lusignan. Es ist kein Beleg dafür erhalten, ob die Ehe vollzogen wurde; mit Wilhelm hatte sie keine Kinder. Zwischen 1206 und 1208 heiratete sie den deutschen Kreuzritter und Minnesänger Otto von Botenlauben, der aus ihrem Recht die Regierung der Seigneurie de Joscelin übernahm, die sie nach dessen Tod geerbt hatte. Mit Otto hatte sie zwei Söhne:
- Heinrich, 1235 Kanoniker in Würzburg;
- Otto von Botenlauben († nach 1248), Herr von Botenlauben, Graf von Hildenburg, ⚭ 1228 Adelheid von Hildenburg.

1220 verkauften Otto und Beatrix ihre Seigneurie de Joscelin mit ihren 11 Dörfern im Heiligen Land an den Deutschen Orden unter Hermann von Salza und kehrten in Ottos deutsche Heimat zurück, wo sie auf der Burg Botenlauben residierten. 1231 stiftete sie zusammen mit ihrem Mann das Zisterzienserinnen-Kloster Frauenroth.
Sie starb nach 1245 und wurde wie ihr Gatte im Kloster Frauenroth begraben.